# Saint-Ciers-du-Taillon
Pour les articles homonymes, voir Saint-Ciers et Taillon.
Saint-Ciers-du-Taillon est une commune du sud-ouest de la France, située dans le département de la Charente-Maritime (région Nouvelle-Aquitaine).
Ses habitants sont appelés les Taillonnais et les Taillonnaises.

## Géographie

### Communes limitrophes
| Lorignac            | Bois                   | Plassac   |
| Saint-Dizant-du-Gua | Saint-Ciers-du-Taillon | Consac    |
| Sainte-Ramée        | Saint-Thomas-de-Conac  | Semoussac |

## Urbanisme

### Typologie
Au 1er janvier 2024, Saint-Ciers-du-Taillon est catégorisée commune rurale à habitat très dispersé, selon la nouvelle grille communale de densité à 7 niveaux définie par l'Insee en 2022.
Elle est située hors unité urbaine et hors attraction des villes,.

### Occupation des sols
L'occupation des sols de la commune, telle qu'elle ressort de la base de données européenne d’occupation biophysique des sols Corine Land Cover (CLC), est marquée par l'importance des territoires agricoles (72,6 % en 2018), en diminution par rapport à 1990 (73,9 %). La répartition détaillée en 2018 est la suivante : 
terres arables (38,9 %), forêts (25,8 %), zones agricoles hétérogènes (25,5 %), cultures permanentes (8,3 %), zones urbanisées (1,6 %). L'évolution de l’occupation des sols de la commune et de ses infrastructures peut être observée sur les différentes représentations cartographiques du territoire : la carte de Cassini (XVIIIe siècle), la carte d'état-major (1820-1866) et les cartes ou photos aériennes de l'IGN pour la période actuelle (1950 à aujourd'hui).

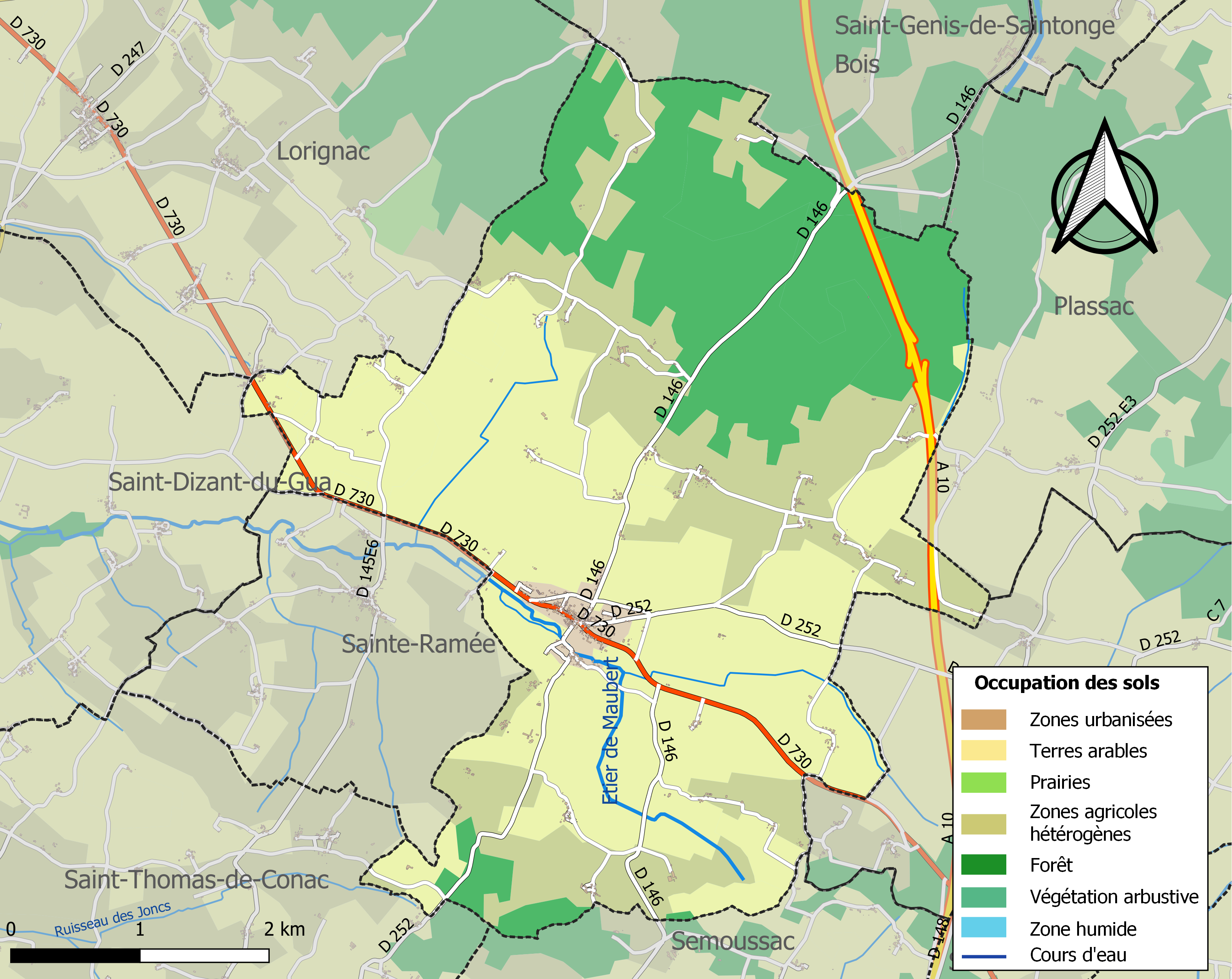
Carte des infrastructures et de l'occupation des sols de la commune en 2018 (CLC).

### Risques majeurs
Le territoire de la commune de Saint-Ciers-du-Taillon est vulnérable à différents aléas naturels : météorologiques (tempête, orage, neige, grand froid, canicule ou sécheresse), feux de forêts, mouvements de terrains et séisme (sismicité faible). Il est également exposé à deux risques technologiques, le transport de matières dangereuses et le risque nucléaire. Un site publié par le BRGM permet d'évaluer simplement et rapidement les risques d'un bien localisé soit par son adresse soit par le numéro de sa parcelle.

#### Risques naturels
Saint-Ciers-du-Taillon est exposée au risque de feu de forêt du fait de la présence sur son territoire de la forêt de la Lande, un massif classé à risque dans le plan départemental de protection des forêts contre les incendies (PDPFCI), élaboré pour la période 2017-2026 et qui fait suite à un plan 2007-2016. Les mesures individuelles de prévention contre les incendies sont précisées par divers arrêtés préfectoraux et s’appliquent dans les zones exposées aux incendies de forêt et à moins de 200 mètres de celles-ci. L’article L.131-1 du code forestier et l’arrêté du 2 décembre 2020 règlementent l'emploi du feu en interdisant notamment d’apporter du feu, de fumer et de jeter des mégots de cigarette dans les espaces sensibles et sur les voies qui les traversent sous peine de sanctions. Un autre arrêté du 2 décembre 2020 rend le débroussaillement obligatoire, incombant au propriétaire ou ayant droit,,,.

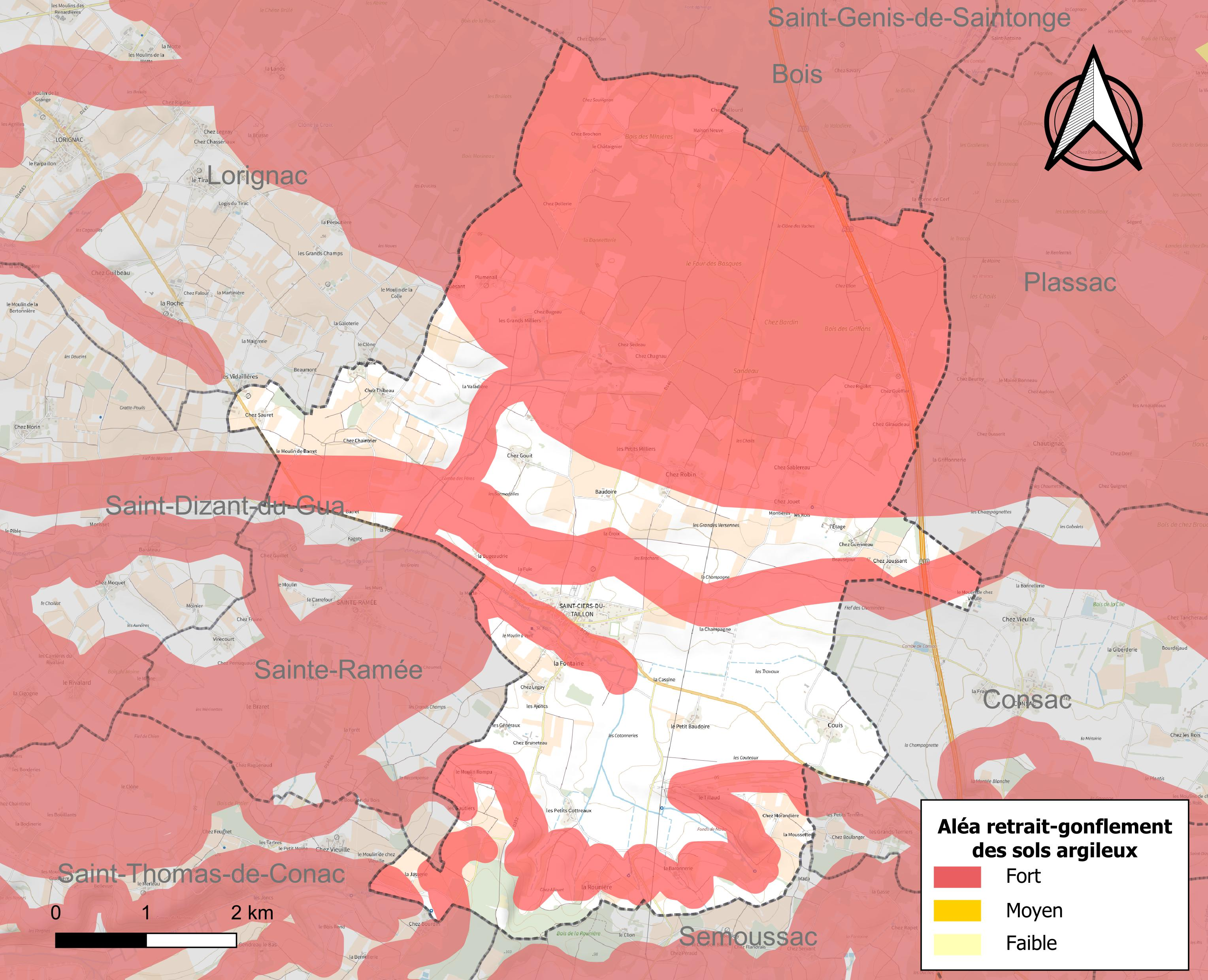
Carte des zones d'aléa retrait-gonflement des sols argileux de Saint-Ciers-du-Taillon.

Les mouvements de terrains susceptibles de se produire sur la commune sont des tassements différentiels.
Le retrait-gonflement des sols argileux est susceptible d'engendrer des dommages importants aux bâtiments en cas d’alternance de périodes de sécheresse et de pluie. 64,6 % de la superficie communale est en aléa moyen ou fort (54,2 % au niveau départemental et 48,5 % au niveau national). Sur les 380 bâtiments dénombrés sur la commune en 2019, 177 sont en aléa moyen ou fort, soit 47 %, à comparer aux 57 % au niveau départemental et 54 % au niveau national. Une cartographie de l'exposition du territoire national au retrait gonflement des sols argileux est disponible sur le site du BRGM,.
Par ailleurs, afin de mieux appréhender le risque d’affaissement de terrain, l'inventaire national des cavités souterraines permet de localiser celles situées sur la commune.
La commune a été reconnue en état de catastrophe naturelle au titre des dommages causés par les inondations et coulées de boue survenues en 1982, 1983, 1999 et 2010. Concernant les mouvements de terrains, la commune a été reconnue en état de catastrophe naturelle au titre des dommages causés par la sécheresse en 2003 et 2009 et par des mouvements de terrain en 1983, 1999 et 2010.

#### Risques technologiques
Le risque de transport de matières dangereuses sur la commune est lié à sa traversée par une ou des infrastructures routières ou ferroviaires importantes ou la présence d'une canalisation de transport d'hydrocarbures. Un accident se produisant sur de telles infrastructures est susceptible d’avoir des effets graves sur les biens, les personnes ou l'environnement, selon la nature du matériau transporté. Des dispositions d’urbanisme peuvent être préconisées en conséquence.
La commune étant située totalement dans le périmètre du plan particulier d'intervention (PPI) de 20 km autour de la centrale nucléaire du Blayais, elle est exposée au risque nucléaire. En cas d'accident nucléaire, une alerte est donnée par différents médias (sirène, sms, radio, véhicules). Dès l'alerte, les personnes habitant dans le périmètre de 2 km se mettent à l'abri. Les personnes habitant dans le périmètre de 20 km peuvent être amenées, sur ordre du préfet, à évacuer et ingérer des comprimés d’iode stable,,.

## Toponymie
Le nom de Saint-Ciers provient de saint Cyr, martyr en Cilicie en 305. Son nom en latin Cyricus ou Quiricus est parfois orthographié Cirq ou Saint-Ciers  comme ici dans la région.
Le nom de Taillon est celui du cours d'eau qui prend sa source sur la commune. Appelé « Talhons » au Moyen Âge, il devrait son nom à la présence de taillis le long de ses berges[réf. nécessaire].

## Histoire
La paroisse de Saint-Cyr-de-Taillac appartenait, sous l'Ancien Régime, au comté de Cosnac.
Au XVIIIe siècle, la paroisse s'appelait Saint-Ciers-de-Cônac

## Administration

### Liste des maires
| Période                                  | Période  | Identité        | Étiquette | Qualité  |
| ---------------------------------------- | -------- | --------------- | --------- | -------- |
| 1989                                     | 2001     | Jacques Brochon |           |          |
| 2001                                     | en cours | Patrick Chérat  |           | Retraité |
| Les données manquantes sont à compléter. |          |                 |           |          |

### Région
À la suite de la mise en application de la réforme administrative de 2014 ramenant le nombre de régions de France métropolitaine de 22 à 13, la commune appartient depuis le 1er janvier 2016 à la région Nouvelle-Aquitaine, dont la capitale est Bordeaux. De 1972 au 31 décembre 2015, elle a appartenu à la région Poitou-Charentes, dont le chef-lieu était Poitiers.

## Démographie
L'évolution du nombre d'habitants est connue à travers les recensements de la population effectués dans la commune depuis 1793. Pour les communes de moins de 10 000 habitants, une enquête de recensement portant sur toute la population est réalisée tous les cinq ans, les populations de référence des années intermédiaires étant quant à elles estimées par interpolation ou extrapolation. Pour la commune, le premier recensement exhaustif entrant dans le cadre du nouveau dispositif a été réalisé en 2005.

En 2022, la commune comptait 575 habitants, en évolution de +4,17 % par rapport à 2016 (Charente-Maritime : +4,04 %, France hors Mayotte : +2,11 %).
| 1793  | 1800  | 1806  | 1821  | 1831  | 1836  | 1841  | 1846  | 1851  |
| ----- | ----- | ----- | ----- | ----- | ----- | ----- | ----- | ----- |
| 1 422 | 1 349 | 1 360 | 1 501 | 1 378 | 1 380 | 1 316 | 1 390 | 1 338 |

| 1856  | 1861  | 1866  | 1872  | 1876  | 1881  | 1886  | 1891  | 1896  |
| ----- | ----- | ----- | ----- | ----- | ----- | ----- | ----- | ----- |
| 1 372 | 1 308 | 1 288 | 1 252 | 1 256 | 1 188 | 1 128 | 1 043 | 1 001 |

| 1901 | 1906 | 1911 | 1921 | 1926 | 1931 | 1936 | 1946 | 1954 |
| ---- | ---- | ---- | ---- | ---- | ---- | ---- | ---- | ---- |
| 968  | 896  | 885  | 870  | 877  | 791  | 777  | 731  | 695  |

| 1962 | 1968 | 1975 | 1982 | 1990 | 1999 | 2005 | 2006 | 2010 |
| ---- | ---- | ---- | ---- | ---- | ---- | ---- | ---- | ---- |
| 685  | 727  | 634  | 576  | 569  | 524  | 508  | 503  | 532  |

| 2015 | 2020 | 2022 | - | - | - | - | - | - |
| ---- | ---- | ---- | - | - | - | - | - | - |
| 549  | 564  | 575  | - | - | - | - | - | - |

## Culture locale et patrimoine

### Lieux et monuments
- Une croix de chemin avec son socle datant de 1651 est inscrite aux Monuments Historiques par arrêté du 11 octobre 1963.
- L’église romane Saint-Cyriaque de Saint-Ciers-du-Taillon est un édifice imposant qui date du XIIe siècle. Saint-Cyriaque fut un martyr romain sous Maximilien. La cloche actuelle date de 1922. La précédente avait été coulée en 1833 et fut fêlée en 1918 par le carillonnement pour saluer l'Armistice. L'église est inscrite dans sa totalité aux Monuments Historiques par arrêté du 23 juillet 2003.

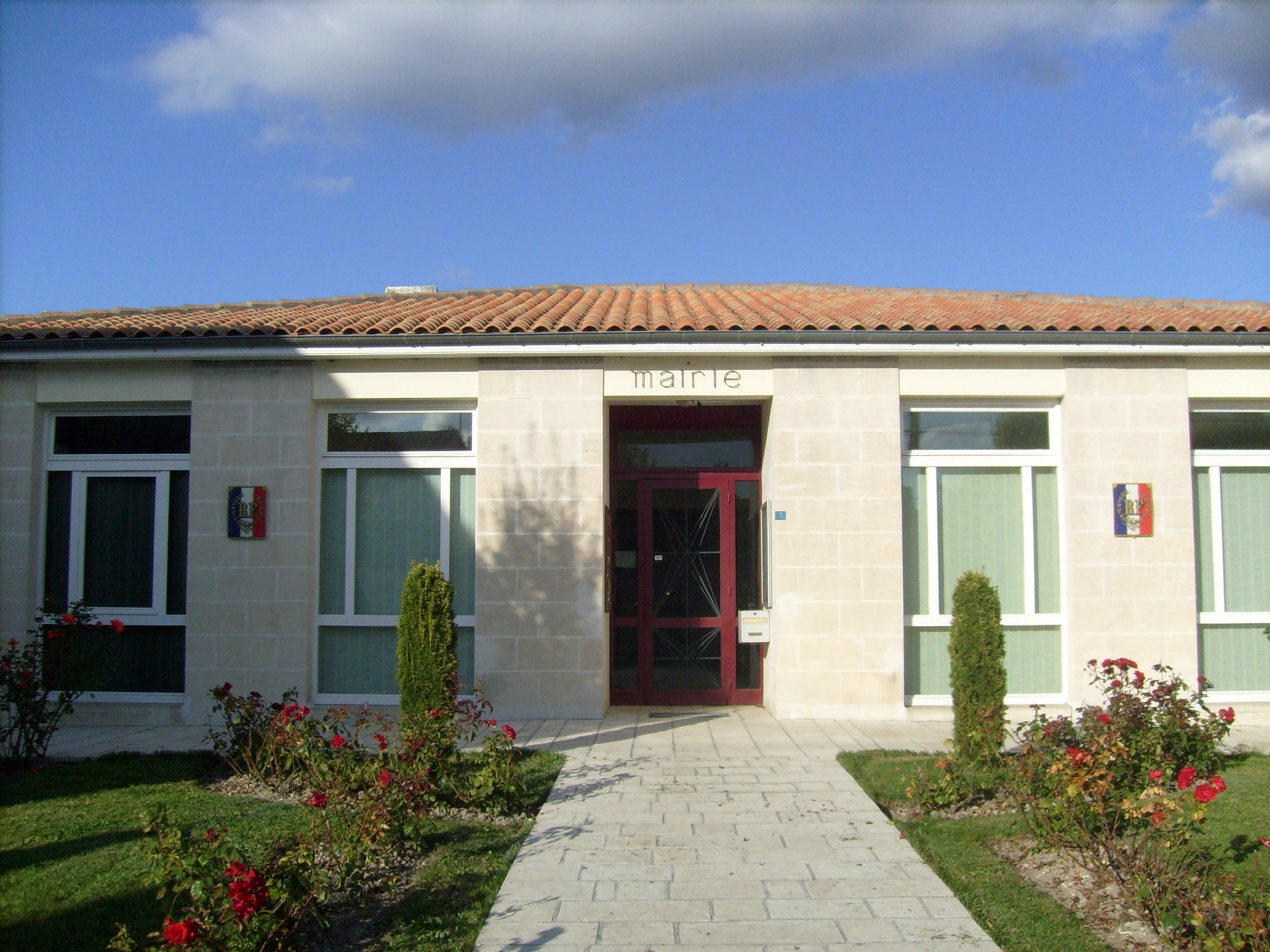
La mairie de Saint-Ciers-du-Taillon.
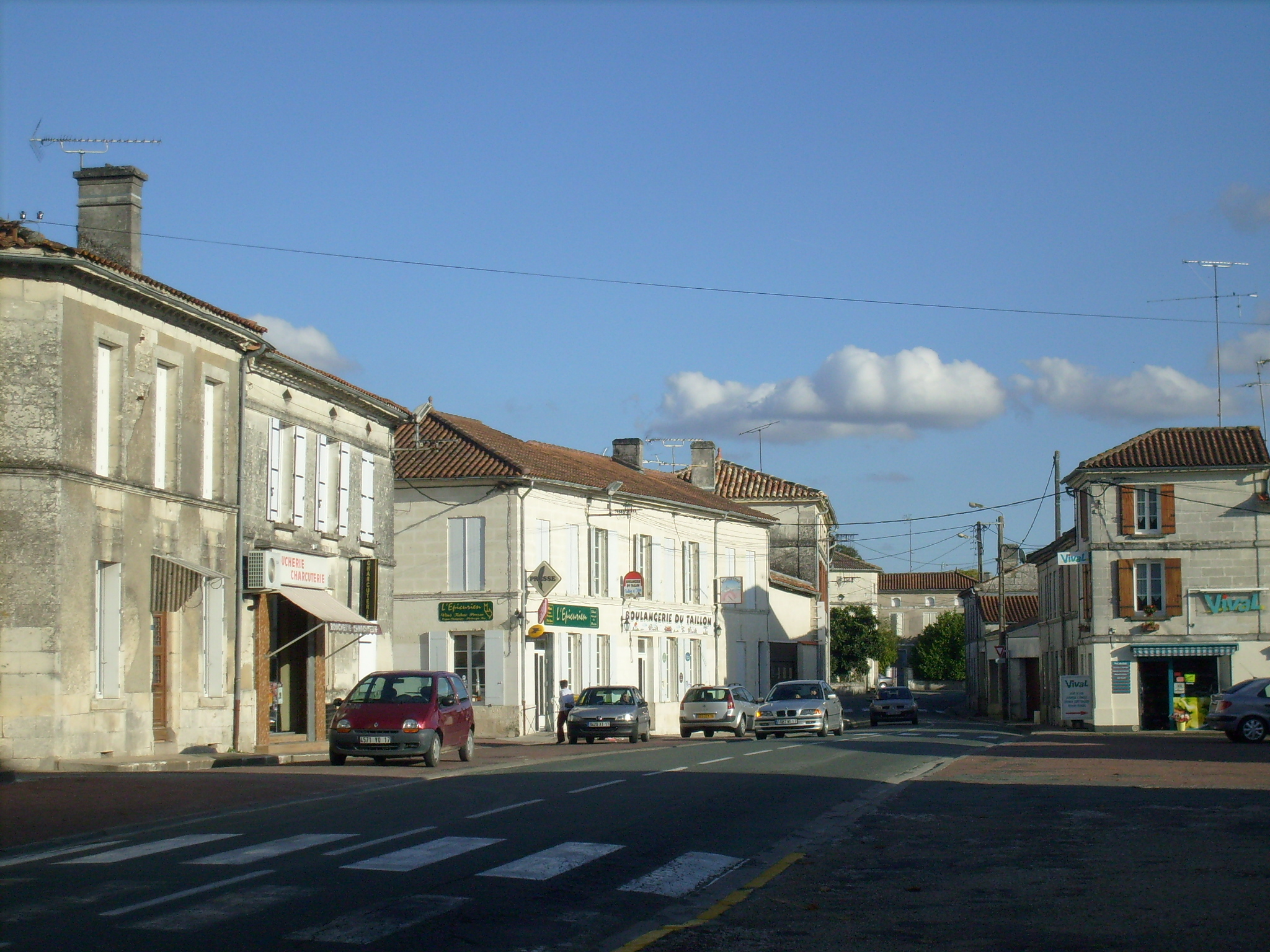
La rue principale.
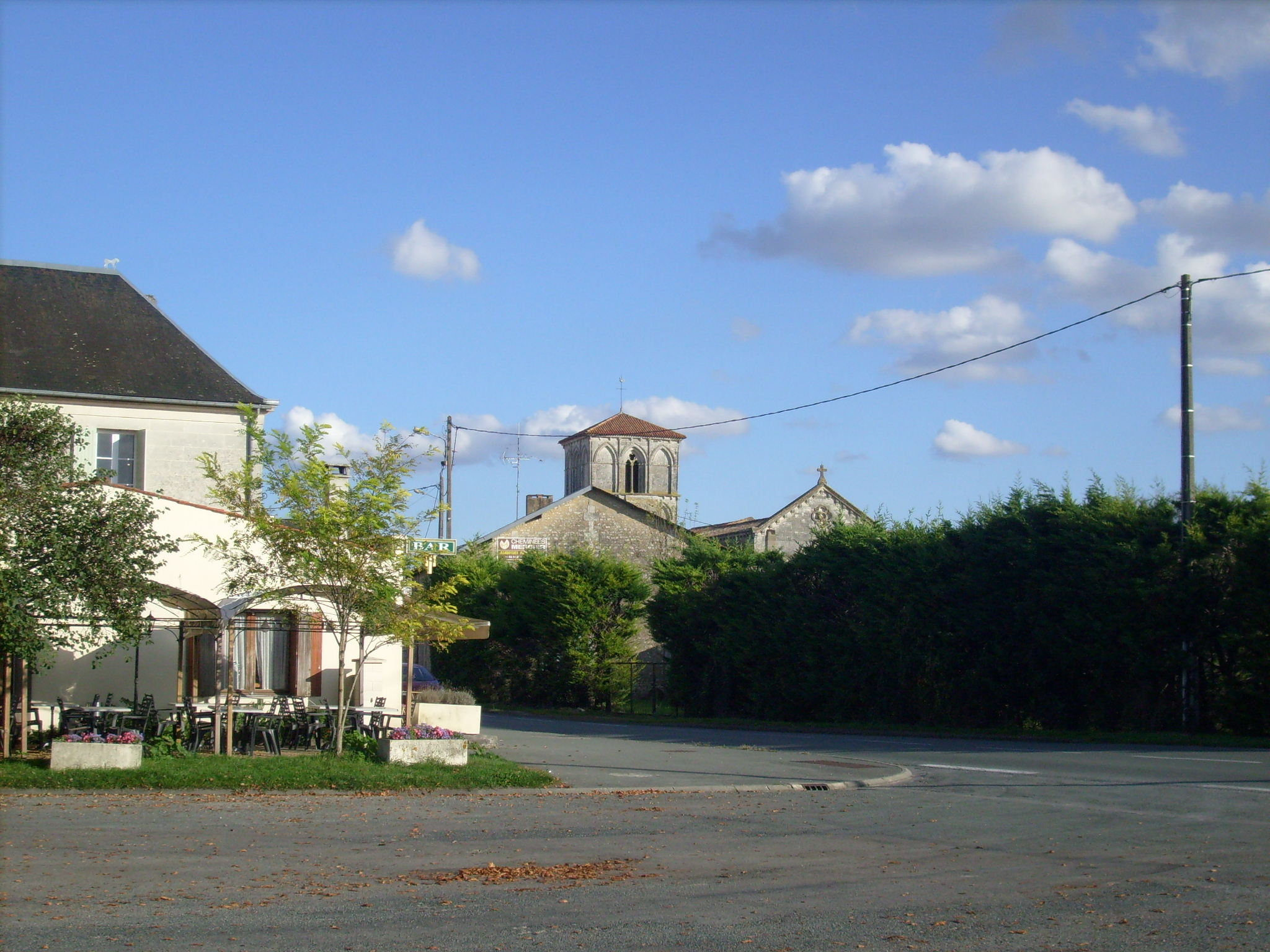
Le centre et le clocher de l'église.
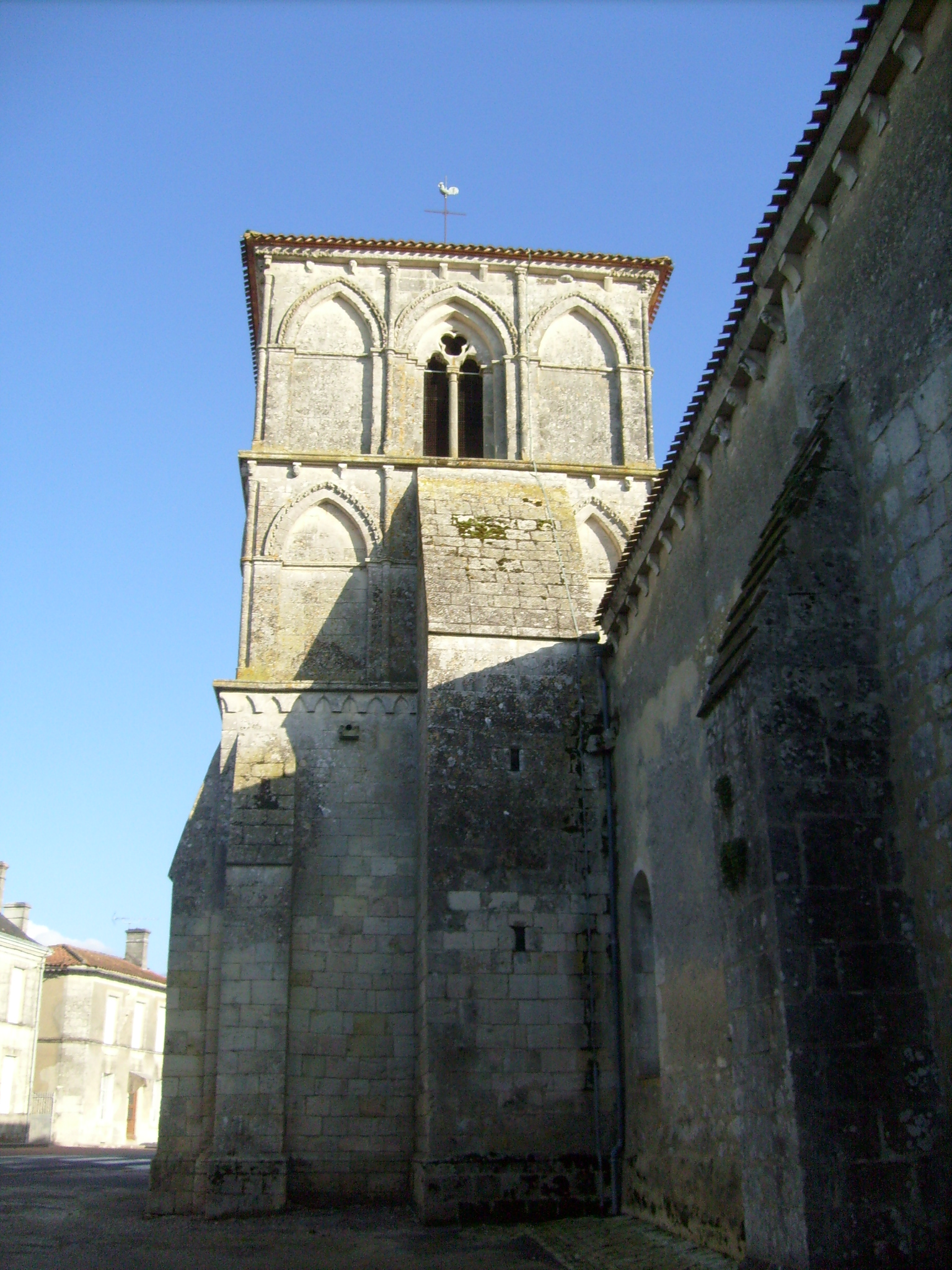
Clocher de l'église gothique.

### Personnalités liées à la commune
- Pierre Étienne Vinet (1747 à Saint-Ciers-du-Taillon - 1826 à Sainte-Ramée), homme politique.
- Marie d'Agon de la Contrie (1848 - 1908), femme de lettres, auteure de littérature pour la jeunesse, a vécu à Saint-Ciers-du-Taillon de 1882 à 1886.
- Richard Brunot (1883-1958), administrateur colonial, haut-commissaire de la République, gouverneur général et inspecteur général des colonies et sénateur, est né à Saint-Ciers-du-Taillon.